# 鳥取県道180号伯耆溝口停車場線
鳥取県道180号伯耆溝口停車場線（とっとりけんどう180ごう ほうきみぞぐちていしゃじょうせん）は、鳥取県西伯郡伯耆町を通る、かつて存在した一般県道である。

## 概要
西伯郡伯耆町溝口のJR西日本伯備線 伯耆溝口駅から国道181号に至る。2009年（平成21年）12月1日鳥取県告示第712号により廃止された。

### 路線データ
- 起点：鳥取県西伯郡伯耆町溝口（JR西日本伯備線 伯耆溝口駅前）
- 終点：鳥取県西伯郡伯耆町溝口（鳥取県道・島根県道1号溝口伯太線交点）
- 総延長：186 m
- 実延長：186 m

## 歴史
- 1958年（昭和33年）4月30日 - 鳥取県告示第188号により鳥取県道62号伯耆溝口停車場線として認定される[2]。
- 1982年（昭和57年）9月10日 - 鳥取県における県道番号改正により鳥取県道180号伯耆溝口停車場線に改称する。
- 1984年（昭和59年）8月31日 - 鳥取県告示第645号により認定改正が実施される[3]。
- 2005年（平成17年）1月1日 - 西伯郡岸本町と日野郡溝口町が合併して西伯郡伯耆町が発足したことに伴い起終点の地名表記が変更される（日野郡溝口町溝口→西伯郡伯耆町溝口）。
- 2005年（平成17年）7月1日 - 鳥取県告示第536・537号により国道181号交点まで延伸される[4]。
- 2009年（平成21年）12月1日 - 鳥取県告示第712号により廃止される[1]。

## 地理

### 通過していた自治体
- 鳥取県
  - 西伯郡伯耆町

### 交差していた道路
| 交差していた道路                                                                                   | 交差していた場所 | 交差していた場所 |
| -------------------------------------------------------------------------------------------------- | ---------------- | ---------------- |
| 国道181号 国道183号 重複 国道482号 重複 鳥取県道1号溝口伯太線 重複 鳥取県道45号倉吉江府溝口線 重複 | 溝口             | 終点             |

### 沿線
- JR西日本伯備線 伯耆溝口駅